# Steve Beaton
Steve Beaton (* 5. April 1964 in Coventry) ist ein englischer Dartspieler. 1996 gewann er die BDO-Weltmeisterschaft.
Beaton hat mehrere Spitznamen, die meisten nennen ihn aber „The Bronzed Adonis“, angespielt auf seinen gebräunten Teint, oder „Magnum“. Er ist für seinen weichen und flüssigen Wurfstil bekannt. Mit 33 WM-Teilnahmen in Folge (10× BDO, 23× PDC) hält er einen Rekord.

## Karriere

### Bis 1993: Anfänge und erster Major-Sieg
Bereits 1984 spielte Beaton erste Turniere bei der World Darts Federation. Auch seine erste Teilnahme bei einem Darts-Major reicht in dieses Jahr zurück. Beim World Masters 1984 erreichte er die Runde der letzten 32. 1990 stieg er dann bei der British Darts Organisation ein. Sein erster Erfolg war ein Finale beim British Gold Cup 1991. Seine erste WM-Teilnahme im Jahr 1992 endete mit einem Erstrundenaus gegen Chris Johns. Bei seiner zweiten WM konnte er jedoch das Halbfinale erreichen, indem er unter anderem auch den ehemaligen Weltmeister Dennis Priestley im Achtelfinale ausschaltete. Mit einer 2:5-Niederlage in Sätzen gegen Alan Warriner konnte er jedoch nicht ins Finale einziehen.
Erste Siege bei einem BDO-Turnier gelangen ihm 1993 beim British Pentathlon und dem British Matchplay. Beim WDF World Cup 1993 konnte er zusammen mit Ronnie Baxter, Kevin Kenny und Dave Askew den Teamwettbewerb gewinnen.
Am 3. Dezember 1993 gewann Beaton seinen ersten Darts-Majortitel. Bei den World Masters konnte er gegen den Schotten Les Wallace mit 3:1 in Sätzen gewinnen.

### 1994–2001: BDO-WM-Titel und Wechsel zur PDC
Bei seiner dritten WM-Teilnahme im Jahr 1994 verlor Beaton sein Auftaktmatch gegen Nick Gedney mit 2:3 in Sätzen. Beim WDF Europe Cup 1994 gelang ihm allerdings ein Doppelerfolg, als er sowohl im Einzel, als auch im Team Europameister wurde. Beim World Masters 1994 konnte er zwar erneut ins Finale einziehen, dennoch war auch bei der BDO World Darts Championship 1995 in der ersten Runde Schluss. Beim WDF World Cup 1995 konnte er mit dem englischen Team den WM-Titel von vor zwei Jahren erfolgreich verteidigen.
Bei der BDO World Darts Championship 1996 konnte Beaton nach Siegen über Co Stompé, John Part, Martin Adams und Andy Fordham ins Finale einziehen, welches er mit 6:2 in Sätzen gegen den Waliser Richie Burnett gewinnen konnte. Für seinen ersten BDO-WM-Titel erhielt Beaton insgesamt £ 36.000 Preisgeld.
Nach einem Sieg bei den Dutch Open 1996 konnte er mit England den Europameistertitel im Team erfolgreich verteidigen, bevor er bei der BDO World Darts Championship 1997 erneut ein Halbfinale erreichen konnte. Ein Jahr später unterlag er im Viertelfinale dem späteren Weltmeister Raymond van Barneveld mit 0:5 in Sätzen.
Sein nächster Titel war die erneute Titelverteidigung des Team-EM-Titels beim WDF Europe Cup 1998. Bei der BDO World Darts Championship 1999 verlor Beaton bereits das Auftaktmatch gegen den Australier Steve Duke Snr mit 0:3.
Nach seiner Zweitrundenniederlage bei der BDO World Darts Championship 2000 spielte Beaton erstmals bei PDC-Turnieren mit. Bei den ersten PDC Eastbourne Open war allerdings bereits im Viertelfinale Schluss.
Seine letzte Finalteilnahme bei einem BDO-Turnier erreichte er bei den European Grand Masters 2000, dem Vorläufer der Finder Darts Masters, wo er gegen Martin Adams mit 4:5 verlor. Bei seiner letzten BDO-WM im Jahr 2001 verlor Beaton in der zweiten Runde mit 2:3 gegen Raymond van Barneveld, bevor er seinen Wechsel zur PDC vollzog. Dort erreichte er seinen ersten Titel bei den Vauxhall Spring Open 2001, als er im Finale gegen Alan Warriner gewann.

### 2001–2008: Ausbleiben der Erfolge
Nach guten Ergebnissen im Jahr 2001, unter anderem einem Halbfinale beim World Matchplay 2001, war Beaton bei seiner ersten PDC-WM als Nummer 10 gesetzt. Dort zog er nach einem Sieg über Bob Anderson in die zweite Runde ein, in der er einen 0:6-Whitewash gegen John Part kassierte. In seinem zweiten Jahr bei der PDC konnte er jedoch keine großen Erfolge einfahren, sodass er zur PDC World Darts Championship 2003 auf Platz 18 der PDC Order of Merit abrutschte. Dort verlor er auch direkt sein Auftaktmatch gegen Dave Askew mit 3:4 in Sätzen.
Mit einem Achtelfinale bei den UK Open und einem Viertelfinale bei den Las Vegas Desert Classic ließ Beaton jedoch wieder aufhorchen, dazu kam ein Halbfinale bei den UK Open Qualifiers. Bei der PDC World Darts Championship 2004 konnte er dann wieder die zweite Runde erreichen, verlor allerdings mit 1:4 gegen Mark Dudbridge.
Bei den UK Open 2004 spielte sich Beaton bis ins Halbfinale, welches er gegen den späteren Turniersieger Roland Scholten mit 4:8 in legs verlor. Im Oktober desselben Jahres erreichte er außerdem auch das Halbfinale des World Grand Prix. Bei der PDC World Darts Championship 2005, bei der er wieder gesetzt war, verlor er jedoch sein Auftaktmatch gegen Andy Hamilton.
In den darauffolgenden zwei Jahren war bis auf ein Viertelfinale beim World Grand Prix und einem Viertelfinale auf der Pro Tour wenig drin für Beaton. Bei der PDC World Darts Championship 2006 enttäuschte er mit einem frühen Aus in der ersten Runde gegen Jan van der Rassel und bei der WM ein Jahr später verlor er seine Zweitrundenpartie mit 3:4 gegen Terry Jenkins.
Auf der PDC Pro Tour 2007 konnte Beaton zwar erstmals in ein Halbfinale bei den Players Championships einziehen, trotzdem gewann er bei keinem Major mehr als ein Spiel. Bei der PDC World Darts Championship 2008 verlor er sein zweites Spiel mit 3:4 in Sätzen gegen James Wade.
Auf der PDC Pro Tour 2008 beim Atlanta Players Championship spielte sich Beaton erneut ins Halbfinale. Diese und weitere regelmäßige Top 32-Platzierungen auf der Tour brachten die erneute Qualifikation für die PDC World Darts Championship 2009, bei der er jedoch sein Auftaktmatch gegen Alan Tabern verlor.

### 2009–2014: Zwei Titel auf der Pro Tour
Bei der PDC Pro Tour 2009 erreichte Beaton zunächst mehrmals das Viertelfinale. Dazu kam der Einzug in die Zweite Runde des World Matchplay und des World Grand Prix. Am 24. Oktober 2009 gewann Beaton zum ersten Mal ein Pro Tour Event. Im Finale des PDPA Players Championship Nuland 3 schlug er Wes Newton mit 6:1 in legs. Eine Woche später verlor Beaton das Finale der European Darts Championship gegen Phil Taylor. Mit seiner Finalteilnahme qualifizierte sich Beaton außerdem für den Grand Slam of Darts, bei dem er nach erfolgreicher Gruppenphase im Achtelfinale gegen Simon Whitlock verlor.
Bei der PDC World Darts Championship 2010 verlor Beaton sein Zweitrundenmatch gegen Andy Hamilton.
Nach einem Finale auf der Pro Tour konnte Beaton beim Grand Slam of Darts 2010 das Halbfinale erreichen, wofür er unter anderem auch Phil Taylor mit 14:16 schlagen konnte. Das Halbfinale verlor er allerdings gegen den späteren Turniersieger Scott Waites. Bei der PDC World Darts Championship 2011 gelang ihm jedoch kein Sieg. Er musste sich in Runde 1 Mark Hylton geschlagen geben. Trotzdem erhielt er die in diesem Jahr neu eingeführte Tour Card, die er erst 2025 freiwillig wieder abgab.
2011 zog Beaton wieder ins Achtelfinale des World Matchplay und des Grand Slam of Darts ein, bevor er bei der PDC World Darts Championship 2012 in der zweiten Runde gegen Simon Whitlock verlor.
Auch 2012 spielte Beaton ein konstantes Jahr auf der PDC Pro Tour 2012, wobei er unter anderem ein Achtelfinale auf der neu eingeführten European Darts Tour bei den European Darts Open und ein Halbfinale bei den Players Championships erreichte. Bei der PDC World Darts Championship 2013 gewann Beaton sein Auftaktmatch gegen Kyle Anderson mit 3:0, verlor jedoch in der zweiten Runde mit 2:4 gegen James Wade.
Auf der European Darts Tour 2013 gelangen dann Beaton mehrere große Erfolge: Viertelfinale bei der Gibraltar Darts Trophy, Halbfinale bei den Austrian Darts Open und der German Darts Championship und sein bislang wichtigster Titel bei der PDC, den German Darts Masters, bei denen er Mervyn King im Finale mit 6:5 in legs schlagen konnte.
Bei seiner 23. WM-Teilnahme verlor Beaton in der ersten Runde gegen Devon Petersen.

### 2014–2024
Bei der Gibraltar Darts Trophy 2014 erreichte Beaton erneut das Finale, welches er gegen James Wade verlor. Bei der PDC World Darts Championship 2015 musste er sich Kyle Anderson in der ersten Runde geschlagen geben. Er qualifizierte sich über den Qualifier für den Grand Slam of Darts, bei dem er im Achtelfinale gegen Michael van Gerwen verlor. In der ersten Runde der PDC World Darts Championship 2016 gewann Beaton mit 3:0 gegen den Neuseeländer Koha Kokiri, unterlag jedoch Michael Smith in der zweiten Runde.
2016 beim UK Open Qualifier 6 verlor er das Finale gegen Michael van Gerwen. Dazu kam ein Finale bei den Players Championships. Beim World Matchplay 2016 spielte er sich bis ins Viertelfinale, indem er sich Gary Anderson geschlagen geben musste. Bei der PDC World Darts Championship 2017 verlor er in der zweiten Runde mit 1:4 gegen James Wade.
Sein drittes Pro Tour-Event gewann Beaton im Juli 2017 beim Players Championship 13, wo er Gary Anderson im Finale mit 6:3 in legs schlagen konnte. Auch bei den Dutch Darts Masters kam er ins Finale, verlor allerdings gegen Michael van Gerwen. Bei den Players Championship Finals 2017 spielte sich Beaton bis ins Viertelfinale. Die PDC World Darts Championship 2018 endete für ihn erneut in der zweiten Runde an Vincent van der Voort.
2018 erreichte er drei Halbfinals auf der Pro Tour. Bei der PDC World Darts Championship 2019 verlor er sein Auftaktmatch gegen Chris Dobey. Die UK Open 2019 endeten für Beaton im Viertelfinale. Am 26. April 2019 spielte er bei der German Darts Open 2019 gegen Kirk Shepherd einen Neun-Darter. Bei der PDC World Darts Championship 2020 konnte er zwei Partien, gegen Kyle Anderson und James Wade für sich entscheiden. In der dritten Runde konnte Darius Labanauskas ihn jedoch schlagen. Bei der WM 2021, bei der er keinen festen Platz in der zweiten Runde hatte, verlor er sein erstes Spiel gegen Diogo Portela. Ein Jahr später traf er in der ersten Runde auf Fallon Sherrock, die zwei Jahre zuvor als erste Frau Partien bei der PDC-Weltmeisterschaft gewonnen und auch 2021 mit Siegen gegen männliche Spitzenspieler für Furore gesorgt hatte. Das Spiel weckte breites Interesse der Medien und so fand auch Beaton besondere Beachtung. Die Welt schrieb gar, dass niemand die „maskuline Vergangenheit“ des Dartsports ‚besser verkörpere‘ als er. Beaton siegte mit 3:2 nach Sätzen. In der zweiten Runde schied er gegen Kim Huybrechts aus.
Am 5. November 2022 erreichte Beaton beim Players Championship 30 erstmals seit 2017 wieder ein Finale auf der Pro-Tour. Er verlor dort gegen James Wade. Bei der WM 2023 schied Beaton bereits in der ersten Runde gegen den Debütanten Danny van Trijp mit 0:3 nach Sätzen aus. Bei der WM 2024 siegte Beaton in der ersten Runde über Wessel Nijman, in Runde zwei unterlag er Daryl Gurney. Bereits nach dem Spiel gegen Nijman hatte er bekannt gegeben, seine Karriere nach der WM 2025 beenden zu wollen. Er verpasste jedoch die Qualifikation für die WM 2025. Somit endete Beatons Profikarriere im November 2024.

## Privates
Er lebt zusammen mit seiner Frau Nanette in Earl Shilton. Von Beruf ist Beaton Fahrlehrer.

## Weltmeisterschaftsresultate

### BDO
- 1992: 1. Runde (1:3-Niederlage gegen  Chris Johns)
- 1993: Halbfinale (2:5-Niederlage gegen  Alan Warriner)
- 1994: 1. Runde (2:3-Niederlage gegen  Nick Gedney)
- 1995: 1. Runde (2:3-Niederlage gegen  Dave Askew)
- 1996: Sieger (6:3-Sieg gegen  Richie Burnett)
- 1997: Halbfinale (4:5-Niederlage gegen  Marshall James)
- 1998: Viertelfinale (0:5-Niederlage gegen  Raymond van Barneveld)
- 1999: 1. Runde (0:3-Niederlage gegen  Steve Duke)
- 2000: 2. Runde (0:3-Niederlage gegen  Andy Fordham)
- 2001: 2. Runde (2:3-Niederlage gegen  Raymond van Barneveld)

### PDC
- 2002: Achtelfinale (0:6-Niederlage gegen  John Part)
- 2003: 2. Runde (3:4-Niederlage gegen  Dave Askew)
- 2004: Achtelfinale (1:4-Niederlage gegen  Mark Dudbridge)
- 2005: 3. Runde (2:4-Niederlage gegen  Andy Hamilton)
- 2006: 1. Runde (0:3-Niederlage gegen  Jan van der Rassel)
- 2007: 2. Runde (3:4-Niederlage gegen  Terry Jenkins)
- 2008: 2. Runde (3:4-Niederlage gegen  James Wade)
- 2009: 1. Runde (0:3-Niederlage gegen  Alan Tabern)
- 2010: 2. Runde (1:4-Niederlage gegen  Andy Hamilton)
- 2011: 1. Runde (2:3-Niederlage gegen  Mark Hylton)
- 2012: 2. Runde (1:4-Niederlage gegen  Simon Whitlock)
- 2013: 2. Runde (2:4-Niederlage gegen  James Wade)
- 2014: 1. Runde (1:3-Niederlage gegen  Devon Petersen)
- 2015: 1. Runde (0:3-Niederlage gegen  Kyle Anderson)
- 2016: 2. Runde (2:4-Niederlage gegen  Michael Smith)
- 2017: 2. Runde (1:4-Niederlage gegen  James Wade)
- 2018: 2. Runde (0:4-Niederlage gegen  Vincent van der Voort)
- 2019: 2. Runde (0:3-Niederlage gegen  Chris Dobey)
- 2020: Achtelfinale (2:4-Niederlage gegen  Darius Labanauskas)
- 2021: 1. Runde (0:3-Niederlage gegen  Diogo Portela)
- 2022: 2. Runde (1:3-Niederlage gegen  Kim Huybrechts)
- 2023: 1. Runde (0:3-Niederlage gegen  Danny van Trijp)
- 2024: 2. Runde (1:3-Niederlage gegen  Daryl Gurney)

### WSDT
- 2025: Halbfinale (1:3-Niederlage gegen  Ross Montgomery)

## Turnierergebnisse
| Turnier                                    | 1984                       | ......                     | 1987                       | 1988                       | 1989                       | 1990                       | 1991                       | 1992                       | 1993                       | 1994                       | 1995                       | 1996                       | 1997                       | 1998                       | 1999                       | 2000                       | 2001                           | 2002                           | 2003                           | 2004                           | 2005                           | 2006                           | 2007                           | 2008                           | 2009                           | 2010                           | 2011                           | 2012                           | 2013                           | 2014                           | 2015                           | 2016                           | 2017                           | 2018                           | 2019                           | 2020                           | 2021                           | 2022                           | 2023                           | 2024                           | 2025              |
| ------------------------------------------ | -------------------------- | -------------------------- | -------------------------- | -------------------------- | -------------------------- | -------------------------- | -------------------------- | -------------------------- | -------------------------- | -------------------------- | -------------------------- | -------------------------- | -------------------------- | -------------------------- | -------------------------- | -------------------------- | ------------------------------ | ------------------------------ | ------------------------------ | ------------------------------ | ------------------------------ | ------------------------------ | ------------------------------ | ------------------------------ | ------------------------------ | ------------------------------ | ------------------------------ | ------------------------------ | ------------------------------ | ------------------------------ | ------------------------------ | ------------------------------ | ------------------------------ | ------------------------------ | ------------------------------ | ------------------------------ | ------------------------------ | ------------------------------ | ------------------------------ | ------------------------------ | ----------------- |
| BDO-Major-Turniere                         |                            |                            |                            |                            |                            |                            |                            |                            |                            |                            |                            |                            |                            |                            |                            |                            |                                |                                |                                |                                |                                |                                |                                |                                |                                |                                |                                |                                |                                |                                |                                |                                |                                |                                |                                |                                |                                |                                |                                |                                |                   |
| Weltmeisterschaft                          | nicht qualifiziert         | nicht qualifiziert         | nicht qualifiziert         | nicht qualifiziert         | nicht qualifiziert         | nicht qualifiziert         | nicht qualifiziert         | 1R                         | HF                         | 1R                         | 1R                         | S                          | HF                         | VF                         | 1R                         | AF                         | AF                             | nicht teilgenommen             | nicht teilgenommen             | nicht teilgenommen             | nicht teilgenommen             | nicht teilgenommen             | nicht teilgenommen             | nicht teilgenommen             | nicht teilgenommen             | nicht teilgenommen             | nicht teilgenommen             | nicht teilgenommen             | nicht teilgenommen             | nicht teilgenommen             | nicht teilgenommen             | nicht teilgenommen             | nicht teilgenommen             | nicht teilgenommen             | nicht teilgenommen             | nicht teilgenommen             | n/a                            | Verband insolvent              | Verband insolvent              | Verband insolvent              | Verband insolvent |
| World Masters                              | 3R                         | nicht qualifiziert         | nicht qualifiziert         | nicht qualifiziert         | 2R                         | n/q                        | n/q                        | VF                         | S                          | F                          | 2R                         | 1R                         | 3R                         | AF                         | AF                         | 3R                         | 2R                             | HF                             | nicht teilgenommen             | nicht teilgenommen             | nicht teilgenommen             | nicht teilgenommen             | nicht teilgenommen             | nicht teilgenommen             | nicht teilgenommen             | nicht teilgenommen             | nicht teilgenommen             | nicht teilgenommen             | nicht teilgenommen             | nicht teilgenommen             | nicht teilgenommen             | nicht teilgenommen             | nicht teilgenommen             | nicht teilgenommen             | nicht teilgenommen             | n/a                            | n/a                            | Verband insolvent              | Verband insolvent              | Verband insolvent              | Verband insolvent |
| WDF-Platin-/Major-Turniere                 |                            |                            |                            |                            |                            |                            |                            |                            |                            |                            |                            |                            |                            |                            |                            |                            |                                |                                |                                |                                |                                |                                |                                |                                |                                |                                |                                |                                |                                |                                |                                |                                |                                |                                |                                |                                |                                |                                |                                |                                |                   |
| News of the World Ch'ship                  | n/q                        | n/q                        | VF                         | n/q                        | n/q                        | VR                         | nicht ausgetragen          | nicht ausgetragen          | nicht ausgetragen          | nicht ausgetragen          | nicht ausgetragen          | nicht ausgetragen          | n/q                        | nicht ausgetragen          | nicht ausgetragen          | nicht ausgetragen          | nicht ausgetragen              | nicht ausgetragen              | nicht ausgetragen              | nicht ausgetragen              | nicht ausgetragen              | nicht ausgetragen              | nicht ausgetragen              | nicht ausgetragen              | nicht ausgetragen              | nicht ausgetragen              | nicht ausgetragen              | nicht ausgetragen              | nicht ausgetragen              | nicht ausgetragen              | nicht ausgetragen              | nicht ausgetragen              | nicht ausgetragen              | nicht ausgetragen              | nicht ausgetragen              | nicht ausgetragen              | nicht ausgetragen              | nicht ausgetragen              | nicht ausgetragen              | nicht ausgetragen              | nicht ausgetragen |
| European Masters                           | nicht ausgetragen          | nicht ausgetragen          | nicht ausgetragen          | nicht ausgetragen          | nicht ausgetragen          | nicht ausgetragen          | nicht ausgetragen          | nicht ausgetragen          | nicht ausgetragen          | nicht ausgetragen          | VF                         | nicht ausgetragen          | nicht ausgetragen          | nicht ausgetragen          | nicht ausgetragen          | nicht ausgetragen          | nicht ausgetragen              | nicht ausgetragen              | nicht ausgetragen              | nicht ausgetragen              | nicht ausgetragen              | nicht ausgetragen              | nicht ausgetragen              | nicht ausgetragen              | nicht ausgetragen              | nicht ausgetragen              | nicht ausgetragen              | nicht ausgetragen              | nicht ausgetragen              | nicht ausgetragen              | nicht ausgetragen              | nicht ausgetragen              | nicht ausgetragen              | nicht ausgetragen              | nicht ausgetragen              | nicht ausgetragen              | nicht ausgetragen              | nicht ausgetragen              | nicht ausgetragen              | nicht ausgetragen              | nicht ausgetragen |
| Finder Masters                             | nicht ausgetragen          | nicht ausgetragen          | nicht ausgetragen          | nicht ausgetragen          | nicht ausgetragen          | nicht ausgetragen          | nicht ausgetragen          | nicht ausgetragen          | nicht ausgetragen          | nicht ausgetragen          | n/t                        | n/t                        | nicht ausgetragen          | nicht ausgetragen          | nicht ausgetragen          | F                          | nicht teilgenommen             | nicht teilgenommen             | nicht teilgenommen             | nicht teilgenommen             | nicht teilgenommen             | n/a                            | nicht teilgenommen             | nicht teilgenommen             | nicht teilgenommen             | nicht teilgenommen             | nicht teilgenommen             | nicht teilgenommen             | nicht teilgenommen             | nicht teilgenommen             | nicht teilgenommen             | nicht teilgenommen             | nicht teilgenommen             | nicht teilgenommen             | nicht ausgetragen              | nicht ausgetragen              | nicht ausgetragen              | nicht ausgetragen              | nicht ausgetragen              | nicht ausgetragen              | nicht ausgetragen |
| WDF World Cup                              | n/a                        | n/t                        | n/t                        | n/a                        | n/t                        | n/a                        | n/t                        | n/a                        | 4R                         | n/a                        | 4R                         | n/a                        | 3R                         | n/a                        | n/t                        | n/a                        | n/t                            | n/a                            | n/t                            | n/a                            | n/t                            | n/a                            | n/t                            | n/a                            | n/t                            | n/a                            | n/t                            | n/a                            | n/t                            | n/a                            | n/t                            | n/a                            | n/t                            | n/a                            | n/t                            | nicht ausgetragen              | nicht ausgetragen              | nicht ausgetragen              | n/t                            | n/a                            | n/t               |
| WDF Europe Cup                             | n/t                        | n/t                        | n/a                        | n/t                        | n/a                        | n/t                        | n/a                        | n/t                        | n/a                        | S                          | n/a                        | VF                         | n/a                        | 2R                         | n/a                        | n/t                        | n/a                            | n/t                            | n/a                            | n/t                            | n/a                            | n/t                            | n/a                            | n/t                            | n/a                            | n/t                            | n/a                            | n/t                            | n/a                            | n/t                            | n/a                            | n/t                            | n/a                            | n/t                            | nicht ausgetragen              | nicht ausgetragen              | nicht ausgetragen              | n/t                            | n/a                            | n/t                            | n/a               |
| PDC-Ranking-Turniere                       |                            |                            |                            |                            |                            |                            |                            |                            |                            |                            |                            |                            |                            |                            |                            |                            |                                |                                |                                |                                |                                |                                |                                |                                |                                |                                |                                |                                |                                |                                |                                |                                |                                |                                |                                |                                |                                |                                |                                |                                |                   |
| Weltmeisterschaft                          | nicht ausgetragen          | nicht ausgetragen          | nicht ausgetragen          | nicht ausgetragen          | nicht ausgetragen          | nicht ausgetragen          | nicht ausgetragen          | nicht ausgetragen          | nicht ausgetragen          | nicht teilgenommen         | nicht teilgenommen         | nicht teilgenommen         | nicht teilgenommen         | nicht teilgenommen         | nicht teilgenommen         | nicht teilgenommen         | nicht teilgenommen             | AF                             | 1R                             | AF                             | 3R                             | 1R                             | 2R                             | 2R                             | 1R                             | 2R                             | 1R                             | 2R                             | 2R                             | 1R                             | 1R                             | 2R                             | 2R                             | 2R                             | 2R                             | AF                             | 1R                             | 2R                             | 1R                             | 2R                             | n/q               |
| UK Open                                    | nicht ausgetragen          | nicht ausgetragen          | nicht ausgetragen          | nicht ausgetragen          | nicht ausgetragen          | nicht ausgetragen          | nicht ausgetragen          | nicht ausgetragen          | nicht ausgetragen          | nicht ausgetragen          | nicht ausgetragen          | nicht ausgetragen          | nicht ausgetragen          | nicht ausgetragen          | nicht ausgetragen          | nicht ausgetragen          | nicht ausgetragen              | nicht ausgetragen              | AF                             | HF                             | 3R                             | 2R                             | 4R                             | 2R                             | 2R                             | 3R                             | 4R                             | VR                             | 3R                             | 3R                             | 3R                             | 3R                             | 3R                             | 3R                             | VF                             | 4R                             | 3R                             | 3R                             | 5R                             | 3R                             | n/t               |
| Desert Classic                             | nicht ausgetragen          | nicht ausgetragen          | nicht ausgetragen          | nicht ausgetragen          | nicht ausgetragen          | nicht ausgetragen          | nicht ausgetragen          | nicht ausgetragen          | nicht ausgetragen          | nicht ausgetragen          | nicht ausgetragen          | nicht ausgetragen          | nicht ausgetragen          | nicht ausgetragen          | nicht ausgetragen          | nicht ausgetragen          | nicht ausgetragen              | n/q                            | VF                             | 1R                             | n/q                            | 1R                             | AF                             | n/q                            | n/q                            | nicht ausgetragen              | nicht ausgetragen              | nicht ausgetragen              | nicht ausgetragen              | nicht ausgetragen              | nicht ausgetragen              | nicht ausgetragen              | nicht ausgetragen              | nicht ausgetragen              | nicht ausgetragen              | nicht ausgetragen              | nicht ausgetragen              | nicht ausgetragen              | nicht ausgetragen              | nicht ausgetragen              | nicht ausgetragen |
| World Matchplay                            | nicht ausgetragen          | nicht ausgetragen          | nicht ausgetragen          | nicht ausgetragen          | nicht ausgetragen          | nicht ausgetragen          | nicht ausgetragen          | nicht ausgetragen          | nicht ausgetragen          | nicht teilgenommen         | nicht teilgenommen         | nicht teilgenommen         | nicht teilgenommen         | VF                         | n/t                        | n/t                        | HF                             | 1R                             | 1R                             | AF                             | 1R                             | 1R                             | 1R                             | 1R                             | AF                             | AF                             | AF                             | AF                             | 1R                             | 1R                             | 1R                             | VF                             | 1R                             | 1R                             | 1R                             | 1R                             | n/q                            | n/q                            | 1R                             | n/q                            | n/t               |
| World Grand Prix                           | nicht ausgetragen          | nicht ausgetragen          | nicht ausgetragen          | nicht ausgetragen          | nicht ausgetragen          | nicht ausgetragen          | nicht ausgetragen          | nicht ausgetragen          | nicht ausgetragen          | nicht ausgetragen          | nicht ausgetragen          | nicht ausgetragen          | nicht ausgetragen          | n/t                        | n/t                        | n/t                        | AF                             | 1R                             | 1R                             | HF                             | VF                             | AF                             | n/q                            | 1R                             | AF                             | n/q                            | n/q                            | AF                             | 1R                             | 1R                             | 1R                             | 1R                             | AF                             | AF                             | 1R                             | nicht qualifiziert             | nicht qualifiziert             | nicht qualifiziert             | nicht qualifiziert             | nicht qualifiziert             | n/t               |
| European Championship                      | nicht ausgetragen          | nicht ausgetragen          | nicht ausgetragen          | nicht ausgetragen          | nicht ausgetragen          | nicht ausgetragen          | nicht ausgetragen          | nicht ausgetragen          | nicht ausgetragen          | nicht ausgetragen          | nicht ausgetragen          | nicht ausgetragen          | nicht ausgetragen          | nicht ausgetragen          | nicht ausgetragen          | nicht ausgetragen          | nicht ausgetragen              | nicht ausgetragen              | nicht ausgetragen              | nicht ausgetragen              | nicht ausgetragen              | nicht ausgetragen              | nicht ausgetragen              | n/q                            | F                              | nicht qualifiziert             | nicht qualifiziert             | nicht qualifiziert             | nicht qualifiziert             | 1R                             | n/q                            | n/q                            | 1R                             | 1R                             | 1R                             | nicht qualifiziert             | nicht qualifiziert             | nicht qualifiziert             | nicht qualifiziert             | nicht qualifiziert             | n/t               |
| Grand Slam                                 | nicht ausgetragen          | nicht ausgetragen          | nicht ausgetragen          | nicht ausgetragen          | nicht ausgetragen          | nicht ausgetragen          | nicht ausgetragen          | nicht ausgetragen          | nicht ausgetragen          | nicht ausgetragen          | nicht ausgetragen          | nicht ausgetragen          | nicht ausgetragen          | nicht ausgetragen          | nicht ausgetragen          | nicht ausgetragen          | nicht ausgetragen              | nicht ausgetragen              | nicht ausgetragen              | nicht ausgetragen              | nicht ausgetragen              | nicht ausgetragen              | n/q                            | n/q                            | AF                             | HF                             | AF                             | GP                             | n/q                            | n/q                            | AF                             | nicht qualifiziert             | nicht qualifiziert             | nicht qualifiziert             | nicht qualifiziert             | nicht qualifiziert             | nicht qualifiziert             | nicht qualifiziert             | nicht qualifiziert             | nicht qualifiziert             | n/t               |
| Players Championship Finals                | nicht ausgetragen          | nicht ausgetragen          | nicht ausgetragen          | nicht ausgetragen          | nicht ausgetragen          | nicht ausgetragen          | nicht ausgetragen          | nicht ausgetragen          | nicht ausgetragen          | nicht ausgetragen          | nicht ausgetragen          | nicht ausgetragen          | nicht ausgetragen          | nicht ausgetragen          | nicht ausgetragen          | nicht ausgetragen          | nicht ausgetragen              | nicht ausgetragen              | nicht ausgetragen              | nicht ausgetragen              | nicht ausgetragen              | nicht ausgetragen              | nicht ausgetragen              | nicht ausgetragen              | 1R                             | AF                             | AF/1R                          | AF                             | AF                             | 1R                             | 1R                             | 1R                             | VF                             | 2R                             | 1R                             | 1R                             | 1R                             | 1R                             | 1R                             | n/q                            | n/t               |
| PDC-Turniere ohne Einfluss auf das Ranking |                            |                            |                            |                            |                            |                            |                            |                            |                            |                            |                            |                            |                            |                            |                            |                            |                                |                                |                                |                                |                                |                                |                                |                                |                                |                                |                                |                                |                                |                                |                                |                                |                                |                                |                                |                                |                                |                                |                                |                                |                   |
| US Open                                    | nicht ausgetragen          | nicht ausgetragen          | nicht ausgetragen          | nicht ausgetragen          | nicht ausgetragen          | nicht ausgetragen          | nicht ausgetragen          | nicht ausgetragen          | nicht ausgetragen          | nicht ausgetragen          | nicht ausgetragen          | nicht ausgetragen          | nicht ausgetragen          | nicht ausgetragen          | nicht ausgetragen          | nicht ausgetragen          | nicht ausgetragen              | nicht ausgetragen              | nicht ausgetragen              | nicht ausgetragen              | nicht ausgetragen              | n/q                            | n/t                            | 2R                             | nicht ausgetragen              | nicht ausgetragen              | nicht ausgetragen              | nicht ausgetragen              | nicht ausgetragen              | nicht ausgetragen              | nicht ausgetragen              | nicht ausgetragen              | nicht ausgetragen              | nicht ausgetragen              | nicht ausgetragen              | nicht ausgetragen              | nicht ausgetragen              | nicht ausgetragen              | nicht ausgetragen              | nicht ausgetragen              | nicht ausgetragen |
| Championship League                        | nicht ausgetragen          | nicht ausgetragen          | nicht ausgetragen          | nicht ausgetragen          | nicht ausgetragen          | nicht ausgetragen          | nicht ausgetragen          | nicht ausgetragen          | nicht ausgetragen          | nicht ausgetragen          | nicht ausgetragen          | nicht ausgetragen          | nicht ausgetragen          | nicht ausgetragen          | nicht ausgetragen          | nicht ausgetragen          | nicht ausgetragen              | nicht ausgetragen              | nicht ausgetragen              | nicht ausgetragen              | nicht ausgetragen              | nicht ausgetragen              | nicht ausgetragen              | nicht ausgetragen              | n/t                            | n/t                            | HF                             | HF                             | 3R                             | 2R                             | nicht ausgetragen              | nicht ausgetragen              | nicht ausgetragen              | nicht ausgetragen              | nicht ausgetragen              | nicht ausgetragen              | nicht ausgetragen              | nicht ausgetragen              | nicht ausgetragen              | nicht ausgetragen              | nicht ausgetragen |
| World Series Finals                        | nicht ausgetragen          | nicht ausgetragen          | nicht ausgetragen          | nicht ausgetragen          | nicht ausgetragen          | nicht ausgetragen          | nicht ausgetragen          | nicht ausgetragen          | nicht ausgetragen          | nicht ausgetragen          | nicht ausgetragen          | nicht ausgetragen          | nicht ausgetragen          | nicht ausgetragen          | nicht ausgetragen          | nicht ausgetragen          | nicht ausgetragen              | nicht ausgetragen              | nicht ausgetragen              | nicht ausgetragen              | nicht ausgetragen              | nicht ausgetragen              | nicht ausgetragen              | nicht ausgetragen              | nicht ausgetragen              | nicht ausgetragen              | nicht ausgetragen              | nicht ausgetragen              | nicht ausgetragen              | nicht ausgetragen              | n/q                            | 1R                             | n/q                            | 1R                             | n/q                            | 1R                             | nicht qualifiziert             | nicht qualifiziert             | nicht qualifiziert             | nicht qualifiziert             | n/t               |
| WSD-Majorturniere (Senioren-Tour)          |                            |                            |                            |                            |                            |                            |                            |                            |                            |                            |                            |                            |                            |                            |                            |                            |                                |                                |                                |                                |                                |                                |                                |                                |                                |                                |                                |                                |                                |                                |                                |                                |                                |                                |                                |                                |                                |                                |                                |                                |                   |
| Weltmeisterschaft                          | nicht ausgetragen          | nicht ausgetragen          | nicht ausgetragen          | nicht ausgetragen          | nicht ausgetragen          | nicht ausgetragen          | nicht ausgetragen          | nicht ausgetragen          | nicht ausgetragen          | nicht ausgetragen          | nicht ausgetragen          | nicht ausgetragen          | nicht ausgetragen          | nicht ausgetragen          | nicht ausgetragen          | nicht ausgetragen          | nicht ausgetragen              | nicht ausgetragen              | nicht ausgetragen              | nicht ausgetragen              | nicht ausgetragen              | nicht ausgetragen              | nicht ausgetragen              | nicht ausgetragen              | nicht ausgetragen              | nicht ausgetragen              | nicht ausgetragen              | nicht ausgetragen              | nicht ausgetragen              | nicht ausgetragen              | nicht ausgetragen              | nicht ausgetragen              | nicht ausgetragen              | nicht ausgetragen              | nicht ausgetragen              | nicht ausgetragen              | nicht ausgetragen              | n/t                            | n/t                            | n/t                            | HF                |
| Champion of Champions                      | nicht ausgetragen          | nicht ausgetragen          | nicht ausgetragen          | nicht ausgetragen          | nicht ausgetragen          | nicht ausgetragen          | nicht ausgetragen          | nicht ausgetragen          | nicht ausgetragen          | nicht ausgetragen          | nicht ausgetragen          | nicht ausgetragen          | nicht ausgetragen          | nicht ausgetragen          | nicht ausgetragen          | nicht ausgetragen          | nicht ausgetragen              | nicht ausgetragen              | nicht ausgetragen              | nicht ausgetragen              | nicht ausgetragen              | nicht ausgetragen              | nicht ausgetragen              | nicht ausgetragen              | nicht ausgetragen              | nicht ausgetragen              | nicht ausgetragen              | nicht ausgetragen              | nicht ausgetragen              | nicht ausgetragen              | nicht ausgetragen              | nicht ausgetragen              | nicht ausgetragen              | nicht ausgetragen              | nicht ausgetragen              | nicht ausgetragen              | nicht ausgetragen              | nicht ausgetragen              | n/t                            | n/t                            | 1R                |
| Karrierestatistiken                        |                            |                            |                            |                            |                            |                            |                            |                            |                            |                            |                            |                            |                            |                            |                            |                            |                                |                                |                                |                                |                                |                                |                                |                                |                                |                                |                                |                                |                                |                                |                                |                                |                                |                                |                                |                                |                                |                                |                                |                                |                   |
| Platzierung am Jahresende                  | unbekannt                  | unbekannt                  | unbekannt                  | unbekannt                  | unbekannt                  | unbekannt                  | unbekannt                  | unbekannt                  | 1                          | 1                          | 6                          | 5                          | unbekannt                  | unbekannt                  | unbekannt                  | unbekannt                  | 10                             | unbekannt                      | unbekannt                      | 14                             | 17                             | 27                             | 30                             | 33                             | 19                             | 24                             | 28                             | 30                             | 22                             | 21                             | 25                             | 27                             | 25                             | 20                             | 25                             | 33                             | 50                             | 55                             | 49                             | 54                             | –                 |
| Verband                                    | British Darts Organisation | British Darts Organisation | British Darts Organisation | British Darts Organisation | British Darts Organisation | British Darts Organisation | British Darts Organisation | British Darts Organisation | British Darts Organisation | British Darts Organisation | British Darts Organisation | British Darts Organisation | British Darts Organisation | British Darts Organisation | British Darts Organisation | British Darts Organisation | Professional Darts Corporation | Professional Darts Corporation | Professional Darts Corporation | Professional Darts Corporation | Professional Darts Corporation | Professional Darts Corporation | Professional Darts Corporation | Professional Darts Corporation | Professional Darts Corporation | Professional Darts Corporation | Professional Darts Corporation | Professional Darts Corporation | Professional Darts Corporation | Professional Darts Corporation | Professional Darts Corporation | Professional Darts Corporation | Professional Darts Corporation | Professional Darts Corporation | Professional Darts Corporation | Professional Darts Corporation | Professional Darts Corporation | Professional Darts Corporation | Professional Darts Corporation | Professional Darts Corporation | WSD               |

| Legende zu den Turnierergebnissen | Legende zu den Turnierergebnissen | Legende zu den Turnierergebnissen | Legende zu den Turnierergebnissen | Legende zu den Turnierergebnissen | Legende zu den Turnierergebnissen | Legende zu den Turnierergebnissen | Legende zu den Turnierergebnissen | Legende zu den Turnierergebnissen | Legende zu den Turnierergebnissen |
| --------------------------------- | --------------------------------- | --------------------------------- | --------------------------------- | --------------------------------- | --------------------------------- | --------------------------------- | --------------------------------- | --------------------------------- | --------------------------------- |
| n/t                               | nicht teilgenommen                | n/q                               | nicht qualifiziert                | n/a                               | nicht ausgetragen                 | #R                                | Aus in jeweiliger Runde           | GP                                | Aus in der Gruppenphase           |
| AF                                | Achtelfinalist                    | VF                                | Viertelfinalist                   | HF                                | Halbfinalist                      | F                                 | Turnierfinalist                   | S                                 | Turniersieger                     |

## Titel

### BDO
- Majors
  - BDO World Darts Championship: (1) 1996
  - World Masters: (1) 1993
  - British Matchplay: (1) 1993
- Weitere
  - 1993: British Pentathlon

### PDC
- Pro Tour
  - Players Championships:
    - Players Championships 2009: 28
    - Players Championships 2017: 13

  - European Darts Tour
    - European Darts Tour 2013: (1) German Darts Masters
- Weitere
  - 2001: Vauxhall Spring Open